# (408) Фама
(408) Фама (др.-греч. Φήμη, лат. Fama) — астероид главного пояса, который был обнаружен 13 октября 1895 года немецким астрономом Максом Вольфом в обсерватории Хайдельберг и назван в честь греческо-римской богини молвы и сказаний Фамы.

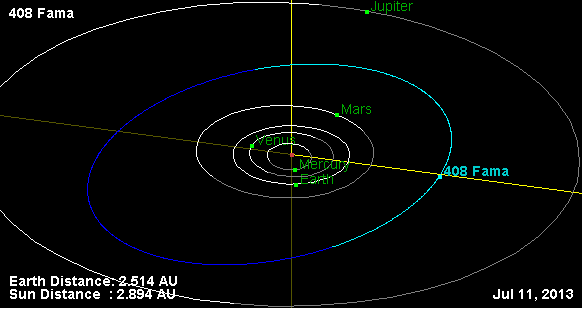
Орбита астероида Фама и его положение в Солнечной системе

Полученные на основании фотометрических наблюдений в обсерватории Oakley (Терре-Хот) кривые блеска этого тела, позволили установить, что период вращения астероида вокруг своей оси равняется 12,19 ± 0,02 часам, с изменением блеска по мере вращения 0,15 ± 0,03 m.